# Sződ
Sződ é um município da Hungria, situado no condado de Peste. Tem 13,53 km² de área e sua população em 2015 foi estimada em 3.667 habitantes.